# Kristian Schuller
Kristian Schuller (* 24. Dezember 1970 in Hălchiu, Rumänien) ist ein deutscher Modefotograf. Er ist bekannt für seine groß inszenierten und farbgewaltigen Fotografien.

## Leben
Kristian Schuller ist Sohn des Theaterdramaturgen und Regisseurs Frieder Schuller. Als Kind emigrierte Kristian mit seinen Eltern und seinem Bruder nach Deutschland; er wuchs in Bonn und Düsseldorf auf. Ab 1997 studierte er Modedesign bei Vivienne Westwood und Fotografie bei F. C. Gundlach an der Universität der Künste Berlin. Die wegweisende Empfehlung von Isabella Blow brachte ihn 2003 zu Condé Nast Publications in London. Seither arbeitet er für diverse Modemagazine und Werbekunden. 
Seit der 2. Staffel von Germany's Next Topmodel im Jahr 2007 ist Schuller gelegentlich Fotograf in Folgen der Serie. 2010 war er Juror in der 5. Staffel. Er nutzte die Show, um ein eigenes Projekt, seinen Bildband „90 Days One Dream“, auf den Weg zu bringen. Auch nach seinem Ausscheiden aus der Jury fungiert Schuller manchmal noch als Gastjuror.
2007 heirateten Schuller und seine Lebensgefährtin Peggy, die ebenfalls an der Universität der Künste Berlin Modedesign studiert hat. Sie stattet immer wieder als Stylistin die Fotografien ihres Mannes aus. Das Paar lebte und arbeitete zuletzt in New York, Paris und Berlin. 

## Einflüsse
Schullers Arbeiten sind maßgeblich inspiriert von den Theatererfahrungen seiner Kindheit sowie von den Filmen Federico Fellinis.

## Ausstellungen (Auswahl)
- 2007: Casa Teutsch Hermannstadt, Portrait Transilvania
- 2009: Camera Work Berlin „Be An Angel“ Group Exhibition
- 2011: „More Than Fashion“, Sammlung F. C. Gundlach, Moskauer Haus der Fotografie
- 2011/12: „Vanity“ Sammlung F. C. Gundlach, Kunsthalle Wien
- 2012:  MAGIC CIRCUS, Solo Exhibition, Young Gallery Brüssel
- 2013:  MAGIC CIRCUS, Solo Exhibition, Galerie Rive Gauche Paris
- 2013: „Vanity“ Collection F. C. Gundlach, Nationalmuseum Krakau
- 2013: “Eye to Eye”, Solo Exhibition, CU1 Gallery Miami
- 2014: En Compagnie de Guy Bourdin, Sammlung F. C. Gundlach, Deichtorhallen Hamburg
- 2015: "High Fashion”, Florida Museum of Photographic Arts
- 2017: STÄRKE - Bilder, die im Rahmen der Kampagne "Stark für dich. Stark für Deutschland" des BMI entstanden sind, Capitis Studios Berlin[1]

## Auszeichnungen
- 2011: Deutscher Fotobuchpreis Silber für 90 Days One Dream
- 2012: ASVOF Barcelona, Best Director of Fashion

## Publikationen
- 2010: 90 Days One Dream. ISBN 978-3-00-030916-8
- 2014: Tales for Oskar. ISBN 978-3-85033-823-3
- 2020: Anton's Berlin. ISBN 978-3-7757-4671-7